# Clóvis Assis
Clóvis Raimundo Gomes de Assis (Juazeiro, 11 de dezembro de 1945 – Vitória da Conquista 3 de abril de 2021) foi um médico e político brasileiro, tendo sido filiado pela ultima vez ao Partido da Social Democracia Brasileira. Foi deputado federal pela Bahia e vice-prefeito de Vitória da Conquista, terceira maior cidade do estado.

## Vida pessoal
Era casado com a advogada Valnice dos Reis Ferreira de Assis, com quem teve três filhos.
Faleceu aos 75 anos em decorrência de complicações do quadro de COVID-19.

## Carreira política
Foi diretor-médico do Instituto Nacional de Previdência Social (INPS) entre 1980 e 1984. Pelo município de Vitória da Conquista foi ainda secretário municipal de Saúde e bem-estar Social nas administrações de Raul Ferraz, Gildásio Cairo dos Santos e José Pedral Sampaio.
Como Deputado Federal, Clóvis foi um dos parlamentares que votaram a favor do Impeachment do então presidente Fernando Collor de Mello (PRN).

## Desempenho eleitoral
| Ano  | Eleição                           | Cargo            | Partido | Partido | Coligação                                            | Titular                | Votos para Clóvis | Votos para Clóvis | Votos para Clóvis | Votos para Clóvis | Resultado | Ref   |
| Ano  | Eleição                           | Cargo            | Partido | Partido | Coligação                                            | Titular                | T.                | Total             | %                 | P.                | Resultado | Ref   |
| ---- | --------------------------------- | ---------------- | ------- | ------- | ---------------------------------------------------- | ---------------------- | ----------------- | ----------------- | ----------------- | ----------------- | --------- | ----- |
| 1990 | Estadual da Bahia                 | Deputado Federal |         | PDT     | Frente Bahia Popular (PCdoB, PSB, PDT, PCB)          | —                      | 1°                | 7.246             | 0,51%             | 38°               | Eleito    | [ 5 ] |
| 1996 | Municipal de Vitória da Conquista | Vice-prefeito    |         | PSDB    | Frente Conquista Popular (PT, PSDB, PSB, PV e PCdoB) | Guilherme Menezes (PT) | 1°                | 52.928            | 59,75%            | 1°                | Eleito    | [ 6 ] |